# Elisa Martinez
Elisa Martinez (Galatina, 25 marzo 1905 – Roma, 8 febbraio 1991) è stata una religiosa italiana, fondatrice delle Figlie di Santa Maria di Leuca.

## Biografia
Nata a Galatina il 25 marzo 1905, Elisa Martinez era la maggiore degli otto figli di Giacomo Martinez e Francesca Rizzelli.
Sua madre, molto devota, le trasmise fin dalla giovane età una forte fede nel cattolicesimo, mentre il padre, non credente, si oppose inizialmente perfino al conferirle il battesimo, tuttavia cedette il 16 aprile 1905, quando ella ricevette il sacramento, con il consenso paterno, nella Parrocchia dei Santi Pietro e Paolo. Nonostante i continui contrasti con il padre, nell'aprile 1928 andò a vivere in un convento delle Suore di Nostra Signora della carità del Buon Pastore, con l'obbiettivo di farsi suora. Dopo essere stata ammessa, si trasferì nella casa della congregazione, sita a Chieti. Il 29 settembre dello stesso anno divenne una novizia, mentre il 29 settembre dell'anno successivo diede i voti, dandosi il nome religioso di Lucia. Qualche anno dopo, tuttavia, a causa di una grave infezione polmonare, dovette lasciare l'istituto.
Il 20 marzo 1938, con l'aiuto del parroco di Miggiano, don Luigi Cosi, e con il beneplacito del vescovo di Ugento, Giuseppe Ruotolo, fondò la Pia Unione delle Suore dell'Immacolata, con l'obbiettivo di dedicarsi primariamente alla riabilitazione delle madri nubili e all'assistenza dei carcerati. Il 15 agosto 1941, l'unione fu riconosciuta come istituto religioso, decidendo di ribattezzarlo Congregazione delle Figlie di Santa Maria di Leuca, per onorare la presenza del santuario mariano della città di Leuca.
Nei successivi anni, Elisa Martinez viaggiò attraverso l'Italia e altri paesi, ampliando considerevolmente la sua congregazione. Mantenne il ruolo di Superiora Generale fino al 1987, quando rassegnò le sue dimissioni per l'avanzata età. Morì a Roma l'8 febbraio 1991 nella casa generalizia delle Figlie di Santa Maria di Leuca, ove oggi le sue spoglie riposano.

## La causa di beatificazione
Il processo di beatificazione iniziò ufficialmente nella diocesi di Leuca il 29 luglio 2016, invece, il Vaticano prese in considerazione la causa di beatificazione il 14 settembre 2018. Il processo di beatificazione fu approvato il 20 aprile 2021 dal Congresso peculiare dei Consultori Teologi, mentre il 28 settembre dello stesso anno il dicastero delle cause dei santi confermò la procedura. Il 13 ottobre 2021, Papa Francesco emise un decreto che riconosce le virtù eroiche della Martinez, mentre il 23 febbraio 2023 venne riconosciuto un miracolo che fu attribuito alla sua intercessione.
Venne ufficialmente beatificata il 25 giugno 2023, con una cerimonia a Leuca presieduta dal cardinale Marcello Semeraro in piazza Giovanni XXIII, davanti al santuario di Santa Maria de Finibus Terrae.